# District de Šiška
Le district de Šiška est l'un des 17 districts de la municipalité de Ljubljana. Il est situé immédiatement au nord-est du District du Centre et il est le district le plus peuplé de la municipalité.